# Lineare Suche
Lineare Suche ist ein Algorithmus, der auch unter dem Namen sequentielle Suche bekannt ist. Er ist der einfachste Suchalgorithmus überhaupt.
Die Aufgabe besteht darin, ein Element in einer Liste oder einem Array mit n Elementen zu finden.
Man geht dazu die Liste Element für Element durch, bis man es gefunden hat.
Der Suchaufwand wächst linear mit der Anzahl der Elemente in der Liste.
Die effizientere Binäre Suche kann nur bei geordneten Listen benutzt werden.
Für ungeordnete Listen existiert mit Lazy Select noch ein randomisierter Algorithmus, der mit relativ hoher Wahrscheinlichkeit das x-te Element einer Liste bezüglich einer Ordnung schneller als in linearer Zeit finden kann.

## Komplexität
Die lineare Suche befindet sich in der Komplexitätsklasse O(n), da sie im schlechtesten Fall (wenn der gesuchte Wert nicht gefunden werden kann) n Vergleiche benötigt.
Wenn die Daten zufallsverteilt sind, dann werden im Schnitt (n+1)/2 Vergleichsoperationen benötigt.
Im besten Fall ist gleich das erste Element der Liste dasjenige, das man sucht.
Wenn die Anzahl der Elemente in einer Liste klein ist, dann ist es oft auch das effizienteste Verfahren.

## Implementierungen (Beispiele)

### Implementierung inPseudocode
```
BEGINN LinearSearch
```

```
  EINGABE: (S)uchschlüssel, (A)rray
```

```
  VARIABLE: N = Anzahl Elemente im Array 'A'
  VARIABLE: SucheErfolgreich = falsch
  VARIABLE: i = 0
```

```
  FÜR i BIS N ODER SucheErfolgreich
    WENN A[i] = S
    DANN SucheErfolgreich = wahr
```

```
  WENN SucheErfolgreich = wahr
  DANN AUSGABE: i
  SONST AUSGABE: Suche nicht erfolgreich
```

```
ENDE
```

### Beispielimplementierung inRuby
```
# Falls der Wert nicht gefunden wird, gibt die Methode nil zurück.

def
 
lineare_suche
(
liste
,
 
gesucht
)

  
liste
.
each_with_index
 
do
 
|
wert
,
 
index
|

    
return
 
index
 
if
 
wert
 
==
 
gesucht

  
end

  
nil

end

# bzw.

liste
.
index
(
gesucht
)

```

### Beispielimplementierung inDelphibzw.Free Pascal
```
// Durchsucht ein Array of Integer nach einem gesuchten Integer-Wert.

// Wird der gesuchte Wert gefunden, gibt die Funktion den Index des Wertes zurück.

// Falls der Wert nicht gefunden wird, gibt die Funktion -1 zurück.

function
 
LineareSuche
(
gesucht
 
:
 
integer
;
 
ADaten
 
:
 
array
 
of
 
integer
)
 
:
 
integer
;

var

  
c
 
:
 
integer
;

begin

  
Result
 
:=
 
-
1
;

  
for
 
c
 
:=
 
Low
(
ADaten
)
 
to
 
High
(
ADaten
)
 
do

    
if
 
gesucht
 
=
 
ADaten
[
c
]
 
then

      
Result
 
:=
 
c
;

end
;

```

### Beispielimplementierung inObjective CAML
```
 
let
 
rec
 
linsuche
 
=
 
function

     
(
[]
,
a
)
 
->
 
false

     
|
 
(
x
::
t
,
a
)
 
->
 
if
 
x
 
=
 
a
 
then
 
true
 
else
 
linsuche
(
t
,
a
);;

```

### Beispielimplementierung inJava
Das Beispiel gibt den Wert -1 zurück, wenn das gesuchte Element nicht im Array daten vorhanden ist. Ansonsten gibt es die Position des Elementes zurück.
```
public
 
static
 
int
 
lineareSuche
(
final
 
int
 
gesucht
,
 
final
 
int
[]
 
daten
)
 
{

    
for
 
(
int
 
i
 
=
 
0
;
 
i
 
<
 
daten
.
length
;
 
i
++
)
 
{

        
if
 
(
daten
[
i
]
 
==
 
gesucht
)
 
{

            
return
 
i
;

        
}

    
}

    
return
 
-
1
;

}

```

### Beispielimplementierung inPython
Findet alle Suchschlüssel in der Liste.
```
def
 
lineare_suche
(
liste
,
 
gesucht
):

    
idxs
 
=
 
[]

    
for
 
index
,
 
element
 
in
 
enumerate
(
liste
):

        
if
 
element
 
==
 
gesucht
:

            
idxs
.
append
(
index
)

    
return
 
idxs

# bzw.

lineare_suche
 
=
 
lambda
 
l
,
g
 
:
 
[
i
 
for
 
i
,
e
 
in
 
enumerate
(
l
)
 
if
 
g
 
==
 
e
]

```

Findet erstes Vorkommen des Suchschlüssels in einer Liste.
```
def
 
lineare_suche
(
liste
,
 
gesucht
):

    
for
 
index
,
 
element
 
in
 
enumerate
(
liste
):

        
if
 
element
 
==
 
gesucht
:

            
return
 
index

# bzw. gibt es schon

lineare_suche
 
=
 
lambda
 
l
,
g
 
:
 
l
.
index
(
g
)
 
if
 
g
 
in
 
l
 
else
 
None

```

### Beispielimplementierung inC
Findet ersten Suchschlüssel (Ganzzahl) in der Liste.
```
#include
 
<stdio.h>

/*

int*daten = Zeiger auf zu durchsuchende Daten

int datenlaenge = Größe des zu durchsuchenden "Arrays"

int suche = Gesuchte Ganzzahl

*/

int
 
suche_sequenziell
(
int
*
daten
,
 
int
 
datenlaenge
,
 
int
 
suche
)
 
{

	
int
 
i
;

	
for
 
(
i
=
0
;
i
<
datenlaenge
;
i
++
)

		
if
 
(
daten
[
i
]
==
suche
)

			
return
 
i
;

	
return
 
-1
;

}

/* Beispielaufruf */

int
 
main
(
void
)
 
{

	
int
 
datenArray
[
10
]
 
=
 
{
 
81
,
 
1203
,
 
180
,
 
42
,
 
10
,
 
566
,
 
102
,
 
751
,
 
54
,
 
648
 
};

	
int
 
pos
 
=
 
suche_sequenziell
(
datenArray
,
 
10
,
 
42
);

/* -1 für nicht gefunden, ansonsten (erste) Position im Array, mit 0 beginnend */

	
if
 
(
pos
<
0
)

		
printf
(
"Nicht gefunden"
);

	
else

		
printf
(
"Gefunden an Position %d"
,
pos
);

	
return
 
0
;

}

```